# Loudblast
Loudblast ist eine französische Thrash- und Death-Metal-Band aus Villeneuve-d’Ascq, die im Jahr 1985 gegründet, 1999 aufgelöst und 2002 neu gegründet wurde. Die Band gilt als ein wichtiger französischer Wegbereiter der Genres.

## Geschichte
Die Band wurde im Jahr 1985 gegründet. Im selben Jahr und im Folgejahr nahm sie jeweils ein Demo auf. Diese verbreiteten sich schnell, wodurch sie ihre Bekanntheit steigern konnte. Dadurch erreichte Loudblast eine Split-Veröffentlichung mit der Band Agressor, die den Namen Licensed to Thrash trägt und im Jahr 1986 veröffentlicht wurde.
Im Jahr 1989 veröffentlichte die Band mit Sensorial Treatment ihr Debütalbum. Der Veröffentlichungen folgten Konzerte zusammen mit Coroner, Watchtower, Sacred Reich und Manowar. Mit dem Album und den Konzerten war ein Grad der Professionalisierung erreicht, der den Schlagzeuger Joris Terrier überforderte. Die Verbundenheit mit der Gruppe Agressor zahlte sich nun aus, denn man hatte erfahren, dass Thierry Pinck selbige verlassen hatte. Mit ihm erhielt Loudblast neue Impulse. Das nächste Album erschien mit Disincarnate im Jahr 1991, das mit Scott Burns in den Morrisound Studios in Tampa, Florida, aufgenommen wurde. Es folgten Auftritte in Europa zusammen mit Death, Cannibal Corpse und Sepultura. Das nächste Album namens Sublime Dementia wurde ebenfalls in den Morrisound Studios im Jahr 1993 aufgenommen. Das Albumcover wurde dabei vom Maler Bolek Budzyn erstellt, der auch bei späteren Veröffentlichungen diese Rolle übernehmen sollte. Im selben Jahr veröffentlichte die Band außerdem die von Colin Richardson produzierte EP Cross the Threshold.
Es folgten einige Touren, wobei die Band unter anderem mit Carcass und Entombed die Bühne teilte. Loudblast wurde zur „best Live Group“ vom Kerrang!-Magazin ernannt, was die Band durch einen Auftritt im Marquee Club, wo sie für Iron Maiden eröffnet hatte, schaffte. Mit The Time Keeper folgte das erste Live-Album im Jahr 1995. Im Jahr 1998 schloss sich mit Fragments ein weiteres Studioalbum an. Im Jahr 1999 veröffentlichte die Band die Kompilation A Taste of Death, welche Best-of-Stücke sowie unveröffentlichtes Material enthielt. Danach löste sich die Band vorerst auf.
Im Jahr 2002 fand die Band wieder zusammen, wobei Alexandre Colin-Tocquaine, Gitarrist von Agressor, nun in der Band spielte. Loudblast gab ein Tribute-Konzert zu Ehren des verstorbenen Chuck Schuldiner. Das Album Planet Pandemonium wurde im Jahr 2004 veröffentlicht. Das nächste Album Frozen Moments Between Life and Death erschien im Jahr 2011.

## Stil
Die musikalische Entwicklung ging von der Nachahmung der Idole Kreator aus. Die Musik der Folgezeit wird als US-amerikanischer Thrash- und Death-Metal beschrieben, der sich im mittleren Geschwindigkeitsbereich bewegt. Etwa ab 1993 wurde sie eingängiger, ohne auf technische Finessen zu verzichten. Die Band wird als französischer Pionier beider Genres bezeichnet.

## Diskografie

### Studioalben
- 1989: Sensorial Treatment (Jungle Hop Records)
- 1991: Disincarnate (Semetery Records)
- 1993: Sublime Dementia (Semetery Records)
- 1998: Fragments (Metal 13 Records)
- 2004: Planet Pandemonium (Boycott Records / Next Music)
- 2011: Frozen Moments Between Life and Death (XIII Bis Records)
- 2014: Burial Ground

### Livealben
- 1995: The Time Keeper (Wotre Records)
- 1998: Submission Tour ‘98 (XIII Bis Records)
- 2009: Loud, Live & Heavy (XIII Bis Records)

### Kompilationen
- 1998: Licensed to Thrash (Metal 13 Records)
- 1999: A Taste of Death (Metal 13 Records)

### EPs
- 1987: Licensed to Thrash (Split mit Agressor, New Wave Records)
- 1993: Cross the Threshold (Semetery Records)

### Demoveröffentlichungen
- 1985: Behind the Dark Mist (Eigenveröffentlichung)
- 1986: Ultimate Violence (Eigenveröffentlichung)
- 1987: Loudblast (Eigenveröffentlichung)
- 1988: Bazooka Rehearsal (Eigenveröffentlichung)
- 1989: Sensorial Treatment (Eigenveröffentlichung)
- 1989: Promo 89 (Eigenveröffentlichung)

### Videoalben
- 1994: Dementia Circle (VHS, Semetery Records)
- 1999: Legacy (VHS, XIII Bis Records)